# Werkstatt Rixdorfer Drucke
Die Werkstatt Rixdorfer Drucke ist ein deutsches Künstlerkollektiv. Stilistisch bezeichnend ist die Verbindung von literarischem Text und künstlerischer Gestaltung. Die Künstlergruppe ist die älteste deutsche bestehende Künstlergruppe. Als Markenzeichen diente das „Rixdorfer Brillenmännchen“.

## Vorläufer
Günter Bruno Fuchs, Günter Anlauf  und Robert Wolfgang Schnell besetzten  1959 in der Berlin-Kreuzberger Oranienstraße 27 einen Hinterhof und starteten die Galerie zinke mit Ausstellungen der Arbeiten von Günter Grass, Lilo Fromm u. a. Drei Ausgaben der Zeitung zinke erschienen, bevor finanzielle Schwierigkeiten das Projekt beendeten. Fuchs zog in die Berliner Oranienstraße 20, abermals in einen Hinterhof, in die vierte Etage eines Fabrikgebäudes und traf zunächst den Maler Johannes Vennekamp. Er fand dort eine alte Schnellpresse, eine Schneidemaschine, alte Setzkästen und ein paar Stöße Papier vor.
1961 gründeten  in Kassel Arno Waldschmidt, Christian Chruxin, Dieter Lübeck, Albert Schindehütte und Fridjof Werner die Künstlergruppe „situationen 60“. Die Gruppe eröffnete eine Galerie, die jedoch nach einem Tag wieder geschlossen wurde. Waldschmidt und Schindehütte gingen 1962 nach Berlin.

## Gründung
Gegründet wurde die Werkstatt Rixdorfer Drucke 1963 in einem Berlin-Kreuzberger Hinterhof unter dem Patronat des Poeten Günter Bruno Fuchs von den Grafikern Uwe Bremer, Albert Schindehütte, Johannes Vennekamp und Arno Waldschmidt. Bei ihren Anfängen wurden sie von der Sozialen Künstlerförderung mit 5000 Mark des Industrieverbands Berlin aufgrund eines Gutachtens von Walter Höllerer vom Literarischen Colloquium unterstützt. Erst als dieses Geld aufgebraucht war und Fuchs verkündete sie sollten sich endlich Arbeit suchen, um die Miete für die Werkstatt bezahlen zu können, machten sie sich an die künstlerische Arbeit. Es entstand 1965 die erste Rixdorfer Bildermappe mit zehn Holzschnitten mit dem Titel „Werkstatt Rixdorfer Drucke“. Es sollte die einzige Veröffentlichung ohne Texte werden. Günter Bruno Fuchs führte nun die Rixdorfer in die literarische Szene ein. Obwohl die Künstler unter dem Zeichen der Werkstatt Rixdorfer Drucke arbeiteten, bewahrten sie voneinander künstlerische Distanz und entwickelten ihre eigenständigen Motive und Techniken. Der spitzfindige Feuilletonist Robert Neumann ordnete zwei Themen der Künstlergemeinschaft „Werkstatt Rixdorfer Drucke“ zu: „Erstens Trinken, zweitens Vögeln“. 1965 narrte die Gruppe die Berliner Kunstkritik mit der Ausstellung des nicht existierenden Pop-Künstlers „Harry Goldschmith“. Die Kunsthalle Hamburg und die Kunsthalle Bremen nahmen das Mappenwerk in ihre Sammlung auf. 1966 schrieb der „Spiegel“ über die selbst ernannten „Bohemians“, die Rixdorfer seien „Lokal-Genies“, die allerdings „lieber schluckten als druckten“. 1967 veröffentlichten die Rixdorfer Künstler als „Dr Carl Hansers ff Rixdorfer Tiegeldruckhandpressenbuecher“ den von Vennekamp, Waldschmidt, Schindehütte und Bremer illustrierten Beatles-Text „All you need is love“. Außerdem erschien im März 1967 das "Kein Buch" in 145 nummerierten Exemplaren, mit 24 Versen von Ernst Aloysius Kein und 24 Holzschnitten der Rixdorfer Werkstätte.
1969 schied Günter Bruno Fuchs aus der Künstlergruppe aus.

## Umzug nach Gümse im Wendland
1974 zog die Werkstatt Rixdorfer Drucke nach Gümse ins Wendland um, man traf sich aber auch noch über vier Jahrzehnte lang in der Atelier-Handpresse von Hugo Hoffmann im Kreuzberger Hinterhof zum gemeinsamen Feiern und zur Arbeit. In der Druckerwerkstatt in Gümse entstanden Kalender, Bilderbögen, Grafikmappen, Flugblätter und Buchillustrationen neue Typographien und Holzschnitte, die sich mit dem politischen und kulturellen Leben Deutschlands auseinandersetzten und eine Avantgarde-Funktion für nachfolgende Pressedrucker darstellten. 66 Dichter texteten für die Werkstatt Rixdorfer Drucke, so auch H. C. Artmann, Peter Bichsel, Gerald Bisinger, Elfriede Gerstl, Rolf Haufs, Kerstin Hensel, Sarah Kirsch, Uwe Kolbe, Oskar Pastior, Gerhard Rühm, Peter Rühmkorf, Johannes Schenk und Horst Tomayer. Auch tauschten sich Politiker wie Gerhard Schröder und Rudi Dutschke oder Kabarettisten wie Dieter Hildebrandt oder Wolfgang Neuss mit den Künstlern aus.
Mit Dichtern, die sie zum Fußballspiel trafen, schufen die Rixdorfer 1989 die Holzschnittfolge Zum Ballspiel. Mit Ausrufen von Reinhard Lettau machten sie 1991 die Deutschland-Mappe, eine ungemütlich-satirische Attacke auf um sich greifende Fremdenfeindlichkeit. 1996 entstand der Bilderkalender 12 Weltuntergaenge in 21 Woertern. Das Mappenwerk Rixdorfer neuestes Basler Narrenschiff wurde 2001 herausgegeben, 2003 folgte ein Rixdorfer Bilderbogen zu dem Lied „Johnny Tannhaus“ von Udo Lindenberg, 2008 sinnierte der krebserkrankte Peter O. Chotjewitz  in Was tun, wenn der Tod, und schließlich die Grafikmappe Rixdorfer Totentanz mit Texten von Otto Jägersberg 2013. 2014 wurde die Grafikmappe zur Wiederkehr des Wolfes im Wendland aufgelegt.

## Happenings
Während der Vorbereitung zu einer Vernissage in Berlin stießen die Rixdorfer in einem Nebenraum auf einen Stapel Briketts. Die Rixdorfer bildeten eine Kette und erklärten das Weiterreichen der Briketts zur Kunstaktion. Das feinangezogenen Publikum folgte bereitwillig der Kunstanweisung, bis sie pechschwarz wurden und der Galerist die Kunstaktion beendete.
Bei der Frankfurter Buchmesse trugen die Rixdorfer im Frankfurter Hof während eines Empfangs des Luchterhand-Verlages für Günter Grass kurz entschlossen den Büfett-Tisch nach draußen, um die feinen Häppchen zu vergesellschaften. Es sollte nicht drinnen geprasst werden und draußen sollten die Armen hungern. Ein angestellter Koch lief mit dem Messer hinter Uwe Bremer her. Albert Schindehütte hatte sich jedoch einen Schweinskopf aus der Dekoration aufgesetzt und hängte mit einem Roastbeef die Linse einer übertragenden Fernsehkamera zu. Die Kunstaktion ging als Persiflage der 68er-Generation in die Kunstgeschichte ein.
Oftmals trugen die Rixdorfer Fußballspiele gegen Prominenten-Teams aus, die sich immer wieder zu happeningartigen Kunstaktionen ausweiteten.

## Weiteres
Am 2. März 2017 verstarb Arno Waldschmidt.
Seit Ende 2017 wird das Gesamtwerk der Werkstatt Rixdorfer Drucke im Kunstarchiv Lüneburg von der Sparkassenstiftung verwaltet, verwahrt und betreut. Dort steht es interessierten Museen, Kunstvereinen und Galerien für Ausstellungen zur Verfügung.

## Ausstellungen
- 2018: Die große Retrospektive. KulturBäckerei. Lüneburg
- 2013: 50 Jahre Werkstatt Rixdorfer Drucke. Gartow[1]
- 2013: 50 Jahre Werkstatt Rixdorfer Drucke. Berlin
- 2012: Kreuz-Burger- international bekannte Berliner Handpressen. Foyer des Wiesbadener Rathauses
- 2003 40 Jahre Werkstatt Rixdorfer Drucke: "Alle reden von uns. Wir auch". Hamburg
- 1989: Kunstverein Elmshorn. Torhaus
- 1966: Lübeck

## Gruppenarbeiten
- "Reinhard Lettaus renovierter Rixdorfer Ruebezahl", künstlerische Innenausstattung im IFA-Ferienpark Hohe Reuth im Vogtland von 1999

## Mappenwerke in Museen und Sammlungen (Auswahl)
- Kunsthalle Hamburg
- Kunsthalle Bremen
- Otto Paulick Kunstsammlung, Hamburg

## Auszeichnungen
- 2005 Victor Otto Stomps-Preis